# Cortistatina
Las cortistatinas son un grupo de esteroides alcaloides que fueron por primera vez aislados en 2006 de la esponja marina Corticium simplex. Los cortistatinas inhiben la proliferación de células endoteliales de la vena umbilical humana ( HUVEC ) con alta selectividad, con la cortistatina A que es el compuesto más potente en su clase. Cortistatina A reprime la replicación viral en células infectadas con el VIH a través de la unión a la Tat proteína.
La estructura química única y potente actividad biológica de estos compuestos han estimulado el interés en su síntesis total y posterior evaluación biológica.

## Estructuras químicas

Cortistatina A
Cortistatina B
Cortistatina C
Cortistatina D
Cortistatina E
Cortistatina F
Cortistatina G
Cortistatina H
Cortistatina J
Cortistatina K
Cortistatina L

## Enlaces extaernos
- Esta obra contiene una traducción  derivada de «Cortistatins» de Wikipedia en inglés, publicada por sus editores bajo la Licencia de documentación libre de GNU y la Licencia Creative Commons Atribución-CompartirIgual 4.0 Internacional.

- Datos: Q96471835
- Multimedia: Cortistatins / Q96471835